# Petit ARN nucléaire

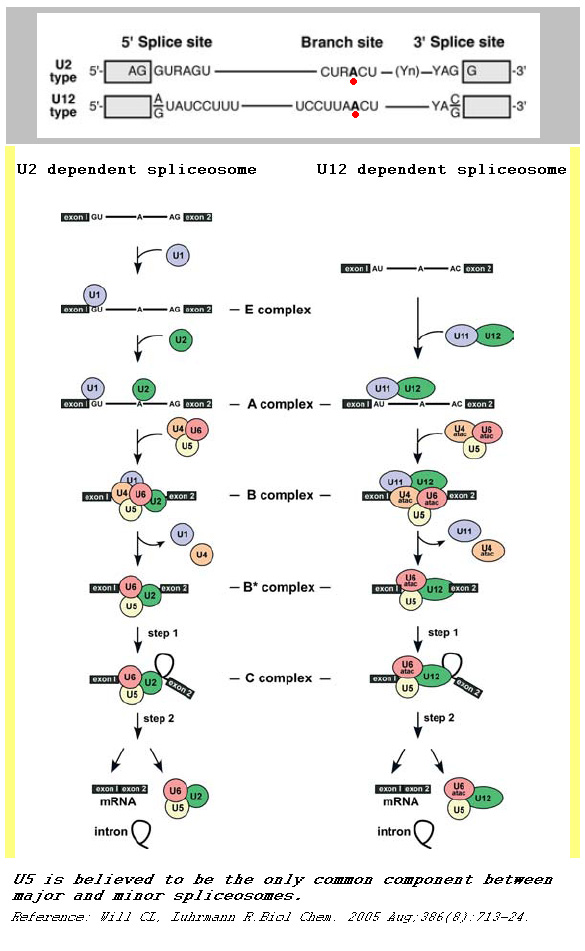
Épissage de l'ARNm.

Les petits ARN nucléaires (snRNA, pour l'anglais small nuclear RNA) sont des petits ARN non codants, stables, longs de 60 à 450 nucléotides et présents dans le noyau des cellules eucaryotes. Ils sont associés à des protéines spécifiques avec lesquels ils forment des complexes appelés petites ribonucléoprotéines nucléaires (snRNP, pour l'anglais small nuclear ribonucleoprotein). Ces snRNA participent à différents processus fondamentaux, comme l'épissage des ARN messagers ou la maturation des ARN ribosomiques et la biogenèse des ribosomes.
Les principaux snRNA sont les cinq qui participent à l'épissage des ARN au sein du splicéosome : U1, U2, U4, U5 et U6. On connaît cependant plus de 200 autres snRNA différents.